# 最后生还者：美国梦
《最后生还者：美国梦》是改编自电子游戏《最后生还者》的四册漫画书。漫画系列由尼尔·德鲁克曼和费斯·艾琳·希克斯编剧，希克斯作画，雷切尔·罗森博格着色。系列由黑马漫画在2013年4月至7月间发行，合版于同年10月发行。简中版于2017年2月1日由华龄出版社发行。

## 故事
漫画设定于《最后生还者》游戏故事之前。在波士顿的隔离区，艾莉遭一群男孩打劫，她在打斗中被勒住。莱瑞·阿贝尔过来加入打斗，并将其中一名男孩打倒，其他人则四散而逃。艾莉对此感到生气，称能照顾好自己。莱瑞建议艾莉逃跑，但她被士兵抓住，分配了清洗任务。艾莉在完成工作后发现，莱瑞把她的随身听偷走，她找到莱瑞要求归还随身听，莱瑞不情愿的照做了。
夜晚莱瑞偷偷逃出军校，艾莉跟上并要也带着她，莱瑞勉强的答应了。两人来到莱瑞朋友温斯顿所在购物中心，趁温斯顿教艾莉骑马时，莱瑞偷了温斯顿的收报机。之后火萤——隔离区当局的武装反抗组织——在附近发起了一波攻击，莱瑞和艾莉找到交火地点，看到了受伤且寡不敌众的火萤。二人向军队投入烟雾弹，让火萤安全逃脱。被军队发现后二人逃入小巷，却遭感染寄生菌的变异僵尸攻击。
火萤消灭感染者后将二人抓走。莱瑞向火萤头目马琳提出加入组织，遭到拒绝后二人争论起来，马琳威胁要杀了莱瑞。艾莉插了进来，用枪口指着马琳，马琳称她清楚艾莉的信息。在艾莉放下枪口后，马琳表示认识艾莉的母亲，并受她所托照看艾莉。马琳接过艾莉的枪，称将来会告诉她更多她母亲的事。二人回到隔离区后，莱瑞称她们根本没有出路，至于艾莉逃跑的提议，莱瑞称那也是死路一条。最后两人走回了学校。

## 历史

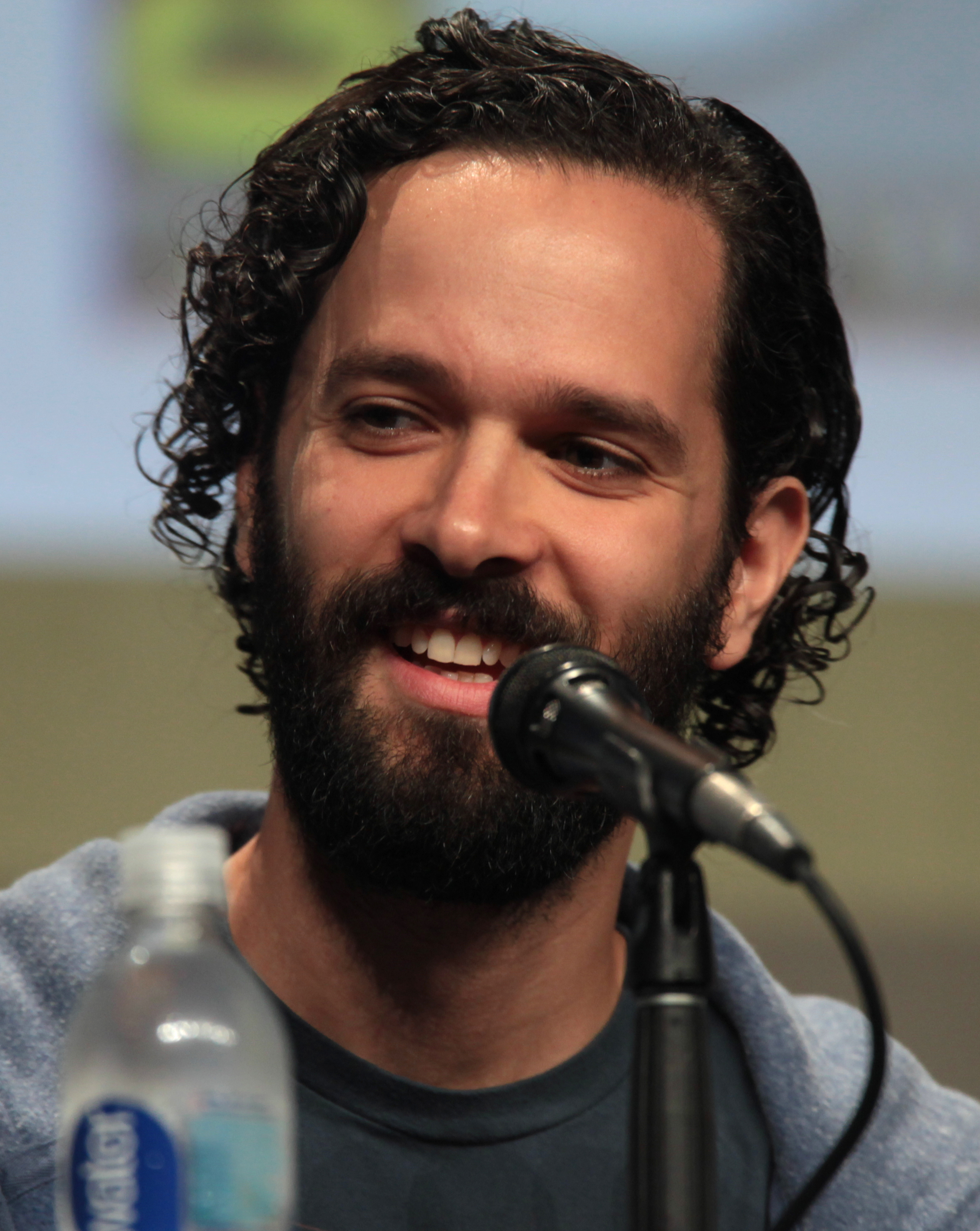
尼尔·德鲁克曼，《最后生还者》创意总监，《美国梦》故事的共同作者

黑马漫画在《最后生还者》制作期间，找到创意总监尼尔·克鲁德曼，商谈游戏搭配漫画事宜。德鲁克曼起初意见谨慎，在明白漫画无意超越游戏的角色和世界观后，他表示了同意。漫画在游戏开发期间创作，故彼此故事间互相照应、相互影响。德鲁克曼对费斯·艾琳·希克斯的漫画《Friends with Boys》（2012）表示欣赏，并认为她能抓住了游戏“坚毅”的感觉，故邀请她来参与项目。希克斯之后寄给黑马漫画展示基调的概念图，在获得肯定她正式加入了项目。希克斯读过角色艾莉的脚本后被项目吸引；她认为艾莉是生存恐怖游戏中不寻常的角色，是“坚韧而非性感的少女，更多相当于她的男同伴”。希克斯在开发期间，可以查看游戏过场和脚本，以更好的理解故事。为方便绘制角色，她还看了演员现场演出录像。她说道，“我可以看到这些角色，以及他们的真人互动，而不是只有概念图”。
艾莉的背景故事起初时为游戏片段服务的，但此内容最后遭到废弃。当黑马在找顽皮狗商洽漫画书计划时，德鲁克曼有了讲述故事的良机。德鲁克曼认为，艾莉的出生与成长有着故事，是漫画的理想主角；虽然乔尔等大部分角色在疫情爆发前已经出生，但艾莉那时的生命还未可知。德鲁克曼因此想出了有趣的主意，开始策划挖掘后末日世界里，日常行为的效应。希克斯对《美国梦》的故事创作感到满意，部分原因在于漫画里面的幽默。角色莱瑞连同外貌、性格和大部分对话在内，德鲁克曼都容许希克斯自行设计。德鲁克曼称“分开一举看来是个好招，（希克斯）拥有莱瑞我则拥有艾莉”。德鲁克曼不要求漫画重复游戏画风，代指则是希克斯“按自己的风格和最佳能力来画”。她称由于艾莉年龄等因素，漫画画风略显“卡通”。希克斯称漫画“若是超现实或太写实，就会搞坏我们要讲的故事”。希克斯在漫画第2卷设计的角色刀锋天使，受到了真人快打系列角色风格的影响。
漫画首卷于2013年4月3日出版、5月29日再版，第2卷于亦于5月29日出版，第3卷于6月26日出版，第4卷于7月31日再版。全4卷于2013年10月30日合版再版。

## 评价
《最后生还者：美国梦》总体获得正面评价。称赞声特别集中于漫画的故事和绘画。漫画也获得商业成功，黑马因在第1卷售罄后再版了该卷。
漫画的故事获得积极反应。Bloody Disgusting的朗尼·纳德尔在前2卷发行后评论称，他对专门用来发展角色的故事没信心，但他称赞最终卷呈现了前卷所没有的「正宗戏剧和自然情感」。IGN的杰西·斯克登认为，漫画故事为补充世界观和角色所用，之后他又称赞漫画也能让非游戏玩家来看。不过Invisible Gamer的纳森·巴勒特观点相反，认为前2卷的角色介绍与发展内容可以缩短，而最终卷想表达的内容又太多，他最后称漫画作为“电子游戏捆绑连载，尝试成果有欠水准”。
评论还对漫画的绘画表示称赞。SciFiNow的阿拉斯代尔·斯图尔特写道，游戏绘画“如此富有感情与随和”，希克斯还是“同期中最棒的艺术家之一”。福布斯的基恩·波色尔认为画风和故事配合很好，IGN的斯克登认为漫画大幅依赖了绘画，画风也带给漫画独特的“风格特征”。Bloody Disgusting的纳德尔称漫画“颇单纯却十分利落”，“重要之处表现栩栩如生”，让他想到《歪小子斯科特》。纳德尔还对色彩选择提出赞扬，称漫画阴暗色调运用得当；至于封面画面，他表示“着实印象深刻”。Comic Book Resources的珍妮弗·陈也认为漫画色彩和舞台设定搭调。Greeks of Doom的彼得·杜宾斯基特别称赞了感染者“痛苦和绝望”的描写，认为希克斯笔下的他们“格外痛苦”。